# Sant Martí de Capolat
Sant Martí de Capolat és una església del municipi de Capolat (Berguedà) que forma part de l'Inventari del Patrimoni Arquitectònic de Catalunya. A la porta hi figura la data de 1718 i a la finestra del campanar i al cementiri, 1850.

## Descripció
És un petit temple amb una casa annexa que forma un conjunt aïllat situat al cim d'un turó, voltat d'antics camps de conreu. Actualment està molt transformat i refet, malgrat es troba molt malmès i mig envaït per la vegetació. El parament és de grans carreus de pedra sense desbastar, disposats en filades i units amb morter. L'església està coberta a dues aigües i a sobre del presbiteri hi ha un campanar de secció quadrangular.
Talla protogòtica de fusta de la Mare de Déu dels Tossals fou realitzada a finals de segle xiii o principis del XIV. Procedeix del Santuari dels Tossals però actualment és guardada aquí.
A l'altar major es conserva el Retaules de Sant Martí de Capolat, del segle xviii, fet de fusta daurada i policromada.